# Teatro de Bellas Artes (Guatemala)
El Teatro de Bellas Artes se encuentra ubicado en el Centro Histórico de la Ciudad de Guatemala, Avenida Elena número 14-75 de la zona 1. Fue construido a finales de 1948 bajo el nombre de Cine Popular en la época de máximo auge del cine para las películas en blanco y negro. El edificio pasó a tener diferentes dueños y funcionalidades conforme los gustos de la gente, llegándose a conocer hasta 1980 como Cine-Teatro Avenida. 
En diciembre de 1980, lo adquiere el Ministerio de Educación para uso de la recién creada Dirección de Bellas Artes y para el año 1981 pasa a formar parte de la Dirección General de Difusión Cultural. Desde su adquisición en el año de 1981 el Teatro de Bellas Artes ha funcionado como un centro en el que grupos artísticos oficiales e independientes, así como instituciones públicas y privadas, realizan sus actividades culturales, organizadas y coordinadas la mayoría de ellas independientemente de la administración del Teatro.
El estilo arquitectónico del teatro corresponde a un art déco tardío, ya que esta corriente tuvo su auge en las grandes ciudades como París o Nueva York entre 1920 y 1939 (llegándose a extender en Latinoamérica hasta 1950). El nombre del  arquitecto responsable de la obra se ha perdido en la historia pero se cree que fue diseñado por Circi. 
Con el fin de fortalecer los recientes trabajos de remozamiento sobre el teatro se creó la “Galería peatonal pública” consistente en 16 murales de dramaturgos guatemaltecos. Otro edificio que mantiene una gran similitud con el Teatro de bellas Artes es el edificio del que fuera el Cine-Teatro Colón (ubicafo en la 7.ª calle esquina con 12 avenida de la zona 1 de la Ciudad de Guatemala).
El teatro tiene un diseño desde la estructura donde existe una adecuada distribución de aire. La sala, con capacidad para 400 espectadores, es fresca por lo que no requiere de aire acondicionado. Cuenta con recepción, una pequeña área de lobby central, 4 camerinos individuales para artistas y 1 camerino mayor ideal para un grupo de personas.